# Печали и радости среднего возраста
«Печали и радости среднего возраста» (кит. 哀乐中年) — китайский чёрно-белый художественный фильм 1949 года, снятый режиссёром Сан Ху на киностудии Wenhua Film Company .
Фильм входит в 100 лучших китайских кинофильмов и часто фигурирует в рейтинговых опросах на протяжении всей истории китайского кино, заняв 71-е место в опросе Гонконгской кинопремии 2013 г. (Hong Kong Film Awards 2013) и 55-е место в 2014 г. Пекинском опросе (BeijingOutTime).

## Сюжет
Действие фильма происходит в Китае. Овдовевший мужчина-школьный учитель должен сам заботиться о своих троих детях и девушке, оставленной его старым умершим другом.
Выйдя на пенсию в возрасте 50 лет, он не может жить спокойно, как старик, и, несмотря на возражения сына, тайно начинает помогать своей начальной школе, которую оставил. Вскоре он находит общий язык с Лю Минхуа, молодой учительницей, которая стала новым школьным директором, и начинает думать о повторной женитьбе.

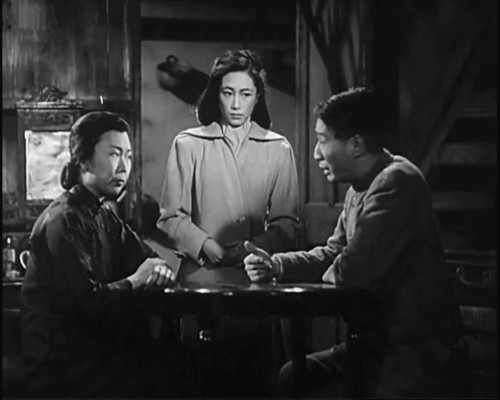
Кадр из фильма. Лу Шань в роли Лю, Чжу Цзячэнь в роли Лю Миньхуа и Ши Хуэй в роли Чэнь Шаочана

## В ролях
- Ши Хуэй — Чень Шаочан, вдовец
- Чжу Цзячэнь — Лю Миньхуа, дочь старого друга Чэнь Шаочана
- Хань Фэй — Чен Цзяньчжуна, старший сын Чена Шаочана
- Ли Хуаньцин — Фэн Лицзюнь, жена Чэнь Цзяньчжуна